# وزارة النقل (اليمن)

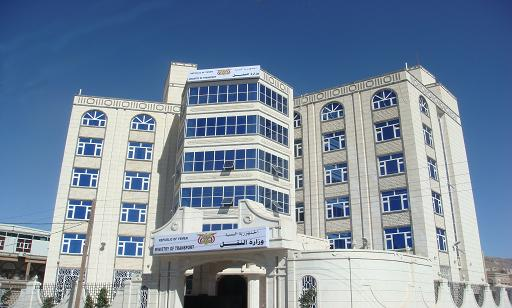
مبنى الوزارة بالعاصمة صنعاء

أنشئت وزارة النقل اليمنية ككيان مستقل لقطاع النقل عقب قيام الوحدة اليمنية ،في أول حكومة مشكلة بعد الوحدة بالقرار الجمهوري رقم (1) لعام 1990م؛حيث أُنيط بالوزارة مهمة النهوض بقدرات وطاقات النقل ،وتعزيز خدماته داخلياً وخارجياً؛ لدعم التكامل الاقتصادي ونمو أنشطة التجارة والتصدير، وتهدف الوزارة إلى تحقيق إدارة إستراتيجية لأنشطة النقل بأشكاله المختلفة، كما تسهم بصورة فعالة في تنشيط وتوسيع حركة التجارة والاقتصاد وكذا في حركة المجتمع مع العالم على أساس وحرية النشاط الاقتصادي والمنافسة الحُرة، وتهدف الوزارة إلى تنظيم أنشطة النقل البري والبحري والجوي والإشراف على شؤونه المختلفة وتنمية وتطوير خدمات النقل بما يسهم بصورة فعالة في تحقيق التنمية الاقتصادية والاجتماعية، ويبلغ عدد موظفي وزارة النقل والمرافق التابعة لها (9218) موظف ويُسهم قطاع النقل في اليمن بما نسبته (10.8%) من مجموع الناتج المحلي.

## الوزير
الوزير الحالي هو عبد السلام صالح حميد هادي منذ 18 ديسمبر 2020م.

### الوزراء السابقون:[2]
| م  | الاسم                     | الفترة       |
| -- | ------------------------- | ------------ |
| 1  | صالح عبد الله مثنى        | 1990 - 1993م |
| 2  | صالح عبيد أحمد            | 1993 - 1994م |
| 3  | أحمد مساعد حسين           | 1994 - 1997م |
| 4  | عبدالملك السياني          | 1997 - 2001م |
| 5  | سعيد يافعي                | 2001 - 2003م |
| 6  | عمر محسن العمودي          | 2003 - 2007م |
| 7  | خالد إبراهيم الوزير       | 2007 -2011م  |
| 8  | واعد باذيب                | 2011 - 2014م |
| 9  | بدر باسلمة                | 2014 - 2015م |
| 10 | مراد علي محمد عبدالحي     | 2015 - 2017م |
| 11 | صالح الجبواني             | 2017 - 2020م |
| 12 | عبد السلام صالح حميد هادي | 2020 - الآن  |

## رؤية الوزارة
قطاع نقل متكامل، أمن، تنافسي، اقتصادي يتميز بالمرونة والكفاءة والتطور الإداري والتقني، يحافظ على البيئة ويعزز التنمية الاقتصادية والترابط الاجتماعي.

## رسالة الوزارة
تطوير قطاع النقل بكافة أشكاله من خلال وضع وتنفيذ أفضل الخطط والسياسات وتحديث التشريعات ورفع كفاءته، وتحقيق التنافس على كافة المستويات المحلية والدولية وتوفير أفضل الخدمات للمستفيدين.

## الأهداف والمهام العامة
تهدف الوزارة إلى تحقيق إدارة إستراتيجية لأنشطة النقل بأشكاله المختلفة ،وتسهم بصورة فعالة في تنشيط وتوسيع حركة التجارة والاقتصاد، وكذا في حركة المجتمع ومع العالم على أساس حرية النشاط الاقتصادي والمنافسة الحرة وذلك في إطار الدستور والقوانين والسياسة العامة للدولة ولها في سبيل ذلك ممارسة الأهداف والمهام الآتية:
1-رسم السياسة العامة للنقل في كافة مجالاته، وإعداد الخطط والنظم والتشريعات اللازمة لتحقيقها ،والإشراف على تنفيذها بالتنسيق مع الجهات ذات العلاقة، وممارسة سلطة الدولة على مياها وأجوائها وطرقها البرية ضمن حدود ومنافذ الجمهورية.
2-تحسين أداء وزيادة طاقة الموانئ البحرية والجوية القائمة.
3-وضع الخطط الكفيلة لتلبية احتياجات البلاد من خدمات النقل البحري والجوي والبري.
4-تنمية وتطوير وتنظيم خدمات النقل بكافة أشكالها طبقاً لمتطلبات التنمية ،وحركة المجتمع والتجارة ،وفقاً للتشريعات الوطنية والمستويات الدولية.
5-التنسيق مع الجهات ذات العلاقة في وضع السياسات والإجراءات المتعلقة بالتعامل مع عمليات نقل المواد الخطرة ؛وذلك بما يؤمن السلامة العامة وفقاً للقوانين والاتفاقيات والمعاهدات الدولية النافذة في الجمهورية.
6-إجراء المسوحات المختلفة والدارسات الفنية والاقتصادية؛ لإنشاء خطوط نقل بالقطارات في إطار دول الجوار ودول المشرق العربي.
7-تشجيع الاستثمار في مجالات النقل وخدماته في إطار السياسة العامة للنقل.
8-وضع تعرفه العوائد والأجور لكافة الخدمات المقدمة في الموانئ بما يكفل تنشيط تِلك الخدمات والرقابة عليها.
9-الرقابة على تحديد أجور ورسوم وتعرفه النقل البحري والجوي بصورة تحقق المنافسة ،وتوفير العائد اللازم لتنمية الخدمات في هذين المجالين.
10-تحديد أجور ورسوم وتعرفه النقل البري التأشيرية ،وبصورة تكفل تحقيق حركة تواصل المجتمع، وكذا النشاط التجاري الداخلي.
11-متابعة تطبيق التشريعات والمستويات الدولية في مجالي إدارة سلامة الطيران والملاحة البحرية والجوية وما يستجد من قواعد في هذين المجالين.
12-العمل على تأمين أسطول بحري وجوي للنقل الداخلي والخارجي يفي بالاحتياجات المتنامية للدولة واقتصادها وتجارتها ومواطنيها.
13-الإشراف على تنظيم إدارة الطيران بصورة ترتفع بمستوى السلامة والخدمات والأمن.
14-وضع البرامج الكفيلة بتأهيل وتدريب طواقم فنية لكافة القطاعات _(البحرية والجوية والبرية)_ طبقاً للمستويات الدولية لإعداد وتدريب هذا الطاقم.
15-الإشراف على الدارسات الاقتصادية لإنشاء الموانئ البحرية والجوية، وإعداد الخطط اللازمة وفقاً لمقتضيات الجدوى الاقتصادية والاجتماعية.
16-تحديد مواصفات التكنولوجيا اللازمة لمنشآت ووسائل وتسهيلات النقل (البحري والجوي والبري )والاستفادة من التجارب المختلفة في هذا المجال بما يحقق كفاءة التشغيل.
17-وضع الخطط الكفيلة للمحافظة على البيئة في مجال نشاطها، ورصد ما يقع من حوادث أو مخالفات تُضر بالبيئة ،واتخاذ ما يلزم تجاهها وفقاً للقانون.
18-الإشراف على تأمين وتنشيط الخدمات الملاحية في مجالات الشحن والتموين والصيانة والسلامة وغيرها، ومراقبة أدائها وتحسين مستوى خدماتها بصورة مضطردة.
19-متابعة التطورات الحديثة في مجالات تشريعات وإدارة النقل ،والإستفادة منها في تخطيط وتنظيم النقل وإدارة عملياته بصورة حديثة واقتصادية.
20-التنسيق مع الجهات ذات العلاقة في مجال إشارات وأمن المرور في المدن ؛بما يؤمن سلامة الركاب والمركبات وحركة التجارة الداخلية.
21- الاشتراك في وضع الخطط والدراسات مع الجهات ذات العلاقة؛ لإنشاء وتوفير وسائل الأمان للطرق السريعة ؛ولتحقيق أكبر قدر من السلامة لوسائط النقل البري بأشكالها وأحجامها وأنواعها المختلفة.
22-التنسيق مع الجهات ذات العلاقة لدعم الأنشطة السياحية والثقافية والتجارية في إطار مهام الوزارة.
23-متابعة وإقرار إعداد الخطط الخاصة بتجهيز وسائل فاعلة للإنقاذ البحري والجوي.
24-الإشراف على إدارة شئون النقل في كافة المجالات ،واتخاذ ما يلزم لتحسين مستوى الأداء والكفاءة.
25-تصميم وإدارة نظام للمعلومات والإحصاء يغطي كافة مجالات وأنشطة وعمليات النقل المختلفة.
26-إصدار القرارات الوزارية بالنطاق الجغرافي للموانئ البحرية بالتنسيق مع الجهات المختصة.
27-منح التراخيص للشركات والوكالات والمكاتب؛ لمزاولة أنشطة النقل المختلفة والخدمات المرتبطة بها ،والإشراف والرقابة عليها وفقاً للوائح المنظمة لذلك.
28-وضع الخطط الكفيلة لتأمين وسائل الاتصالات الحديثة بالتنسيق مع الجهات المختصة ؛لخدمة حركة وسلامة الملاحة البحرية والجوية ومتابعة تنفيذها.
29-تحديد نوعية ومواصفات وسائل النقل البري وكذا مقادير الأحمال وغيرها من شروط ومتطلبات السلامة بالتنسيق مع الجهات ذات العلاقة وبما لا يتعارض مع قانون الأوزان المحوري.
30-تنمية العلاقات مع الدول والمنظمات المتخصصة في مجال نشاط الوزارة.
31-التنسيق مع الوزارات والجهات المختصة في كافة المسائل ذات الصلة بشئون النقل.
32-متابعة نتائج التحقيقات في حوادث النقل البحري والجوي بالتنسيق مع الجهات ذات العلاقة.
33-العمل على تأمين ربط الجمهورية بشبكات طرق وخطوط( بحرية وجوية وبرية) على المستويين الإقليمي والدولي وفقاً للاستراتيجيات والخطط الموضوعة في هذا الشأن بالتنسيق مع الجهات ذات العلاقة.
34-إجراء الدراسات وإبداء الرأي بشأن تعديل المراكز القانونية والتنظيمية والمالية للمرافق الخاضعة لإشراف الوزير، سواءً من حيث تعديل الاختصاص أو الدمج أو الإلغاء،وفقاً لسياسات الوزارة وسياسات الإصلاح الإداري والهيكلي.
35-تمثيل الجمهورية في المنظمات والمؤتمرات والاجتماعات والندوات الإقليمية والدولية ذات العلاقة بشئون النقل.
36-تعبئة مختلف وسائل النقل لأغراض استخدامها للمصلحة العامة في حالات الطوارئ والكوارث طبقاً للتشريعات النافذة.
37-أي مهام أو اختصاصات أخرى تقتضيها طبيعة وظيفتها أو تنص عليها القوانين والنظم النافذة.

## البناء الهيكلي والتنظيمي
يتكون البناء الهيكلي للوزارة من :-
ديوانها الرئيس ومكاتبها في محافظات الجمهورية والهيئات والمؤسسات والشركات العامة الخاضعة لإشراف الوزير.
تكوين البناء التنظيمي للوزارة:
أولاً:الوزير: ويتبعه مباشرة:
1-الهيئة العامة للشئون البحرية.
2-الهيئة العامة للطيران المدني والأرصاد.
3- مؤسسة موانئ خليج عدن اليمنية.
4- مؤسسة موانئ البحر الأحمر اليمنية.
5- مؤسسة موانئ البحر العربي اليمنية.
6- المؤسسة العامة للنقل البري.
7-شركة الخطوط الجوية اليمنية.
8-شركة أحواض السفن الوطنية.
9-شركة الملاحة الوطنية.
10-شركة خطوط اليمن البحرية.

11- أية هيئات أو مؤسسات أو شركات تنشا وتحدد تبعيتها للوزير.
ب- المجالس واللجان والوحدات التنظيمية الآتية:-
1- مجلس الوزارة.
2- المستشارون والخبراء
3- لجنة التحقيق في حوادث الطيران المدني.
4- لجنة التحقيق في الحوادث البحرية.
5-مكتب الوزير بمستوى إدارة عامة.
6- الإدارات العامة المساعدة.
ثانياً:وكيلي الوزارة
ويرأس كلاً منهما تحت إشراف الوزير القطاعين التاليين:
أ- قطاع الشئون البحرية والموانئ ويتكون من :-
- الإدارة العامة لسياسات ونظم الشئون البحرية.
- الإدارة العامة لسياسات واقتصاديات النقل الموانئ والنقل البحري.
ب- قطاع الشئون البرية والجوية ويتكون من :-
- الإدارة العامة لسياسات واقتصاديات النقل البري والجوي.
- الإدارة العامة للنقل البري.
ثالثاً:- الإدارات العامة المساعدة :-
1- الإدارة العامة للشئون البحرية وتشريعات النقل.
2- الإدارة العامة للرقابة الداخلية والتفتيش.
3- الإدارة العامة للشئون المالية.
4- الإدارة العامة للشئون الإدارية.
5-الإدارة العامة لنظم وتكنولوجيا المعلومات.
6- مكاتب الوزارة في المحافظات.